# Ron Berry (Musiker)
Ron Berry (* 1947 in Manchester) ist ein britischer Musiker, der elektronische Instrumentalmusik komponiert und spielt.

## Allgemeines
Schon von Kindheit an ein begeisterter Technikfreak, startete Ron Berry seine musikalische Laufbahn 1960, als er sich eine E-Gitarre bastelte. Mit dieser machte er seine ersten Experimente im Musizieren und spielte später auch in Rockbands. Das Interesse an elektronischer Musik und Synthesizern bekam Berry Anfang der 1970er Jahre. 1974 baute er seinen ersten Synthesizer, und ab Ende der 70er konzentrierte er sich weitgehend auf die Komposition elektronischer Musik.
1981 produzierte er sein erstes Album, Where Dark Forces Meet. In dieser Zeit spielte er sowohl solo als auch in Duo-Formationen, außerdem trat er mehrmals live auf, unter anderem 1983 beim Festival „UK Electronica“ als Gastmusiker mit Hawkwind. Es folgten mehrere weitere Albumveröffentlichungen. Während Berry in seinen früheren Werken ausschließlich analoges Equipment verwendete, kamen bei seinen neueren Werken zunehmend auch digitale Sounds zum Einsatz.
Der Musikstil von Berry enthält zwar gewisse Anspielungen an Elektronikgrößen wie Tangerine Dream oder Vangelis, ist aber – auch aufgrund der Verwendung selbst gebauter Synthesizer – dennoch sehr eigenständig und nicht leicht mit anderen Künstlern des Genres zu vergleichen. Typischerweise handelt es sich dabei um fließende, atmosphärisch klingende Musik, oft auch mit melodischen Passagen. Die meisten seiner Alben enthalten auch sehr lange Stücke, die teilweise Stilelemente von Dark Ambient aufweisen.

## Diskografie
- Where Dark Forces Meet (1980)
- A Voice In the Wilderness (1981)
- Osiris (1983)
- Wastelands (1984)
- The Reaper (1986)
- Profile '82–'92 (1992)
- Heavens & Highlands (1992)
- Nightscape (2001)
- The Mists of Time (2002)
- Temples (2006)
- Sun Dance (2007)
- Void (2007)
- Entropy (2009)
- Arctic Mist (2011)